# Bolsa Mexicana de Valores

Logo

De Bolsa Mexicana de Valores (BMV) is de voornaamste effectenbeurs van Mexico. Het hoofdkantoor bevindt zich aan de Paseo de la Reforma in Mexico-Stad.
In 1894 had een groep handelaren al het initiatief genomen voor een nationale effectenbeurs. De samenwerking was succesvol en na nieuwe wetgeving werd in 1933 de Bolsa de Valores de Mexico officieel opgericht. Door de goede economische en industriële ontwikkeling na de Tweede Wereldoorlog werd in 1950 in Monterrey een effectenbeurs opgericht. In 1956 volgde een derde beurs in Guadalajara. In 1975 werden de drie effectenbeurzen in het land samengevoegd. De beurzen in Monterrey, Guadalajara en Mexico-stad gingen op in BMV.
In 2001 werd de mogelijkheid geopend voor buitenlandse bedrijven om een beursnotering op de BMV te krijgen. Het Amerikaanse financiële conglomeraat Citigroup maakte hiervan als eerste gebruik. Citigroup is nog steeds genoteerd aan de beurs en actief in het land. Citibanamex is de op een na grootste bank in Mexico. 
De beurs is in handen van Grupo BMV. Op 13 juni 2008 kreeg Grupo BMV een eigen beursnotering.
BMV is lid van de World Federation of Exchanges. Na Bovespa in Brazilië is de Mexicaanse beurs de grootste van Latijns-Amerika.
De belangrijkste aandelenindex is de S&P/BMV IPC waarbij IPC staat voor Indice de Precios y Cotizaciones. In de index zijn 35 bedrijven opgenomen.
Genoteerd aan de BMV zijn onder andere:
- América Móvil
- Aeroméxico
- Cemex
- FEMSA
- Grupo Aeroportuario del Pacífico
- Grupo Aeroportuario del Sureste
- TV Azteca
- Televisa
- Walmex